# Raión de Dmítriyev
El raión de Dmítriyev (ruso: Дми́триевский райо́н) es un distrito administrativo y municipal (raión) ruso perteneciente a la óblast de Kursk. Se ubica en el noroeste de la óblast. Su capital es Dmítriyev.
En 2021, el raión tenía una población de 13 936 habitantes.
El raión es limítrofe al oeste con la óblast de Briansk y al norte con la óblast de Oriol.

## Subdivisiones
Comprende la ciudad de Dmítriyev (la capital, que forma un ayuntamiento urbano sin pedanías) y 123 localidades rurales. A efectos de autogobierno local (descentralización), estas últimas se agrupan en siete asentamientos rurales, que reciben el nombre tradicional de selsovet (сельсовет), y que son los siguientes:
- Deriúguino
- Krupets
- Nóvaya Pérshina
- Pervoavgustovski
- Popóvkino
- Pochepnoye
- Stari Górod

El actual mapa de autogobierno local data de varias fusiones de ayuntamientos que tuvieron lugar en 2010. Sin embargo, a efectos de división territorial de los órganos internos federales y de la óblast (desconcentración), se sigue dividiendo en los veinte gobiernos locales que se habían definido en 2004, y que crearon sus ayuntamientos conforme a dicho mapa en 2006. Los doce selsovety que siguen existiendo como áreas administrativas, pero desde 2010 sin ayuntamiento, son:

- Bychkí (integrado en Pervoavgustovski)
- Nevar (integrado en Pervoavgustovski)
- Chérnevka (integrado en Pervoavgustovski)
- Berioza (integrado en Stari Górod)
- Jaraseya (integrado en Stari Górod)
- Páltsevo (integrado en Deriúguino)
- Melovoye (integrado en Popóvkino)
- Pogodino (integrado en Popóvkino)
- Sélino (integrado en Pochepnoye)
- Fateyevka (integrado en Pochepnoye)
- Gueneralshino (integrado en Nóvaya Pérshina)
- Snizha (integrado en Nóvaya Pérshina)